# خوش‌خوان شکم‌بلوطی
خوش‌خوان شکم‌بلوطی (نام علمی: Euphonia pectoralis) نام یک گونه از سرده سهره‌های خوش‌خوان است.